# Гнилица (приток Скрипицы)
Гни́лица (бел. Гні́ліца) — река в Припятском Полесье в Житковичском районе Гомельской области, левый приток Скрипицы.
Длина реки — 26 км, площадь водосборного бассейна — 285 км². Русло реки от верховья до южной окраины Житковичей канализировано (около 11 км). Впадает река в Скрипицу в 2 км ниже деревни Млынок. Уклон реки — 0,5 м/км.
Ранее Гнилица была более полноводной и имела обширную пойму, на которой сегодня расположены пруды рыбхоза «Чырвоная Зорка» (площадь — 816 га).
Также река упоминалась под названиями Жидковка, Глиница, Бережанка, Жезна, Вишавна.